# ウクラード
ウクラード（露: уклад/uklad）とは、唯物史観において、社会構成体を構成する複数の生産様式（生産関係）のうちの、その個々のものを指す。日本では経済制度などの訳語が用いられる。

## 概要
唯物史観では、原始共同体・アジア的共同体・古代奴隷制的・中世封建制的・近代資本制的という5つの生産様式を基礎とする社会構成体が、時代を追って発展していくのが、全ての民族に共通した歴史発展の法則とされているが、現実においては、単一の生産様式が一朝一夕で成立する訳ではなく、併存する複数の生産様式の上に成り立っている場合も珍しくもない。その場合に、その社会を構成する個々の生産様式を指してウクラードと称する。
ウクラードの中には、社会構成体の性格を決定づける影響力を持った支配的ウクラード（基本的ウクラード）と、それ以外の従属的ウクラード（付随的ウクラード）に分けられる。唯物史観においては、従属的ウクラードであっても、それが社会変革に伴って次の社会構成体を構成する支配的ウクラードに成長していく場合や、反対に、従来の支配的ウクラードが前時代の残滓として引き続き従属的ウクラードの形で残る場合がある。また、「小商品生産」のように、どの時代においても従属的ウクラードとしての地位に終始する場合もある。